# AS Roma
Associazione Sportiva Roma, kortweg AS Roma, is een Italiaanse voetbalclub uit Rome die sinds 1953 uitkomt in de Serie A, de hoogste voetbalklasse van Italië. 
AS Roma veroverde al drie keer de landstitel, negen keer wonnen ze de Italiaanse beker en won als eerste club ooit de  Conference League in 2022. Hun thuiswedstrijden spelen ze in het Stadio Olimpico met geel-rood (giallo-rosso) als clubkleuren.

## Geschiedenis

### Ontstaan
De geschiedenis van de club gaat terug tot een aantal clubs, na enkele fusies bleven er daarvan drie over: US Alba Audace Roma, Fortitudo Pro Roma en Roman Football Club. In 1927 fuseerden de drie clubs tot het huidige AS Roma, op aandringen van functionarissen van de fascistische partij van Mussolini om tegenwicht te bieden tegen de dominantie van de clubs uit het noorden van Italië. Tevens was er druk vanuit de bond die per stad zo weinig mogelijk profclubs wilde.

### Eerste successen
In haar eerste jaar boekte AS Roma al meteen een groot succes, de CONI-cup – voorloper van de Coppa Italia – werd gewonnen. De club werd voor het eerst landskampioen van Italië in 1942. Daarna liet succes lang op zich wachten, want dat volgde pas in 1961 toen Roma de Jaarbeursstedenbeker won, de voorloper van de UEFA Cup. In de finale van het toernooi werd Birmingham City verslagen (2–2 en 2–0). Verder werd er in de jaren zestig tweemaal de Coppa Italia gewonnen, in 1964 en 1969. De jaren zeventig waren voor Roma weinig enerverend.

### Nieuwe succesperiode
Pas in de jaren tachtig kwam Roma weer op. Onder leiding van de rijke voorzitter Dino Viola en hoofdtrainer Nils Liedholm werd in die periode vier keer de beker gewonnen in 1980, 1981, 1984 en 1986. Daarnaast werd de club voor de tweede keer in haar bestaan landskampioen in 1983. De club reikte het jaar daarop zelfs tot in de finale van de Europacup I tegen Liverpool. Deze werd echter na strafschoppen verloren van de Engelsen. Bekende spelers uit deze succesvolle periode zijn Paulo Roberto Falcão, Roberto Pruzzo en Bruno Conti.

### Financieel wanbeleid

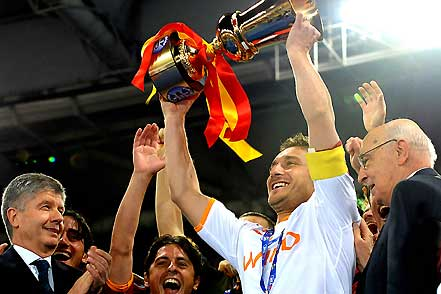
AS Roma wint de Coppa Italia 2007-2008

Met de winst van de Coppa Italia in 1991 volgde er na die succesperiode een volgend succes, maar daarna leek de club door financieel wanbeleid op sterven na dood. Op dat moment nam de steenrijke voorzitter Franco Sensi het roer over bij Roma. In de zomer van 2000 werd Fabio Capello aangesteld als de nieuwe trainer van de club. Sensi gaf Capello veel zeggenschap in de aankopen van de club. In 2001 heeft Capello met de spelers Francesco Totti, Aldair, Cafú, Vincenzo Montella, Marco Delvecchio, Damiano Tommasi, Vincent Candela en de nieuwe aankopen Walter Samuel, Gabriel Batistuta en Emerson een uiterst sterk elftal gesmeed. AS Roma wist met dit elftal voor het eerst in achttien jaar tijd het landskampioenschap in de wacht te slepen, het derde in de clubgeschiedenis. In de seizoenen erna eindigde de club nog tweemaal op de tweede plaats. Na het seizoen 2003/04 vertrok Capello naar Juventus.
Na de periode Capello wisselden de trainers elkaar snel af. In 2005 eindigde de club als achtste met slechts drie punten meer dan de clubs in de degradatiezone. Deelname aan de UEFA Cup werd veilig gesteld door de finale van de Coppa Italia te halen, aangezien tegenstander Inter al was geplaatst. Op 17 juni 2005 werd Luciano Spalletti aangetrokken als de man die het succes weer naar Rome moest brengen. Onder leiding van Spalletti stelde Roma een Serie A-record scherper door elf keer op rij te winnen. Het oude record stond op naam van Juventus dat in het seizoen 1931/32 tien keer op rij wist te winnen. AC Milan (1950/51) en Bologna (1963/64) wisten het record van Juventus eerder wel te evenaren, maar niet te verbeteren. Het record werd het seizoen ernaar alweer verbroken door Inter.
Op 1 september 2009 diende Spalletti zijn ontslag in na de tegenvallende resultaten bij de competitiestart. Als nieuwe trainer werd de ervaren Claudio Ranieri aangetrokken, die zelf ook van Romeinse afkomst was. Ondanks de uitschakeling in de Europa League, tegen de Griekse ploeg Panathinaikos, wist Ranieri het evenwicht te herstellen in de ploeg die zo slecht aan het seizoen begon. Het elftal streed mee voor het landskampioenschap en stond kort voor het einde van het seizoen even op de eerste plaats. Na een verloren wedstrijd tegen Sampdoria was het toch Inter dat er met de Scudetto vandoor ging, met slechts twee punten meer dan Roma. Ook de finale van de Coppa Italia ging verloren tegen hetzelfde Inter, dat dat jaar ook de Champions League won. Halverwege het daaropvolgende seizoen diende Ranieri na een reeks tegenvallende resultaten zijn ontslag in, waarbij de wedstrijd tegen Genoa doorslaggevend was. In die wedstrijd stond Roma met 3-0 voor, maar werd er met 3-4 verloren. Ranieri werd opgevolgd door de oud-spits en jeugdtrainer van de club Vincenzo Montella, die Roma nog naar een zesde plek in de competitie wist te loodsen, waardoor ze mocht deelnemen aan de voorronde van de Europa League.

### Amerikaanse overnames
In de zomer van 2011 kocht het Amerikaanse Boston International Group zich in bij AS Roma. Daarmee werd het ineens een kapitaalkrachtige ploeg. Luis Enrique, oud-international van Spanje, werd aangetrokken als hoofdtrainer. Ook werden er veel nieuwe spelers aangetrokken, waaronder Maarten Stekelenburg. Hoewel Enrique trachtte Roma een "Barcelona"-achtig voetbal te laten spelen, bleven de resultaten en het spel uit. Aan het einde van het seizoen liet Luis Enrique weten dat hij zijn ontslag indiende, omdat hij niet had bereikt wat hij wilde.
Na het teleurstellende seizoen was de zoektocht naar een nieuwe trainer snel voorbij. De door de curva (harde kern van supporters) gehoopte trainer Zdeněk Zeman werd teruggehaald naar Roma, nadat hij ook eind jaren negentig al eens aan het roer had gestaan. Zeman, die bekend stond om zijn riskante aanvallende speelstijl waarbij de verdediging hoog mee opkomt, had het jaar ervoor Pescara naar het kampioenschap in de Serie B gebracht met een recordaantal (90) gescoorde doelpunten. Met een aantal aankopen gedurende de zomer werd het team versterkt, al bouwde het nog steeds op een aantal spelers uit de eigen kweek, niet in de laatste plaats op clubiconen Francesco Totti en Daniele de Rossi. Na wisselvallige resultaten zegde de clubleiding het vertrouwen in Zeman op. Aurelio Andreazzoli maakte het seizoen op interim-basis af. Dat seizoen eindigde Roma op de zesde plaats, één punt boven stadsgenoot en aartsrivaal Lazio, waarvan de bekerfinale werd verloren.
In juli 2013 werd bekend dat Rudi García de nieuwe trainer zou worden van AS Roma. Die zomer ontving de club voor een recordbedrag aan inkomsten uit transfers. Zo vertrokken onder andere Erik Lamela, Marquinhos (beide 35 miljoen), Pablo Osvaldo (17 miljoen) en Maarten Stekelenburg (5,6 miljoen). In totaal ontving de club meer dan 100 miljoen euro. De selectie werd versterkt met onder meer Mehdi Benatia, Maicon, Morgan de Sanctis en Kevin Strootman. Strootman kwam over van PSV voor een bedrag van tussen de 17 en 20 miljoen euro en was na Stekelenburg de tweede Nederlander in de geschiedenis van de club.
Het 2013/14 begon uitstekend voor García en zijn mannen. De eerste tien duels werden allemaal gewonnen, wat zorgde voor een record aantal punten na tien speelronden. In deze tien wedstrijden kreeg Roma slechts één tegendoelpunt te verwerken. Uiteindelijk eindigde de club als tweede achter Juventus met een achterstand van zeventien punten. Onder leiding van García leed Roma op dinsdag 21 oktober 2014 een historische nederlaag, toen de club op eigen veld met 7-1 werd afgedroogd door het Duitse Bayern München in de Champions League. "Ik ben de schuldige, want mijn strategie was compleet verkeerd”, zei García na afloop. "We hadden compacter moeten spelen en op de counter moeten gokken."

### Afscheid Totti
Tijdens de laatste speelronde van het seizoen 2016/17 wist Roma een ticket te bemachtigen voor de groepsfase van de Champions League door op eigen veld met 3-2 te winnen van Genoa. Deze wedstrijd, gespeeld op 28 mei 2017, was tevens de laatste wedstrijd van clubicoon Francesco Totti.
AS Roma kwam in een uitverkocht Stadio Olimpico al na drie minuten op achterstand door een treffer van Pietro Pellegri. De talentvolle aanvaller van Genoa werd geboren op 17 maart 2001, toen had Totti al 192 wedstrijden gespeeld voor AS Roma waarin hij 53 keer had gescoord. Twee maanden na de geboorte van Pellegri behaalde Totti zijn eerste en enige landstitel met de club uit Roma. Zeven minuten na de openingsgoal van Pellegri bracht Edin Džeko Roma weer op gelijke hoogte.
Na 54 minuten kwam Totti in het veld voor Mohamed Salah, voor zijn 786e en laatste wedstrijd voor de club. In de blessuretijd maakte Diego Perotti de bevrijdende 3-2 voor de thuisclub van hoofdtrainer Luciano Spalletti, die bezig was aan zijn tweede periode bij de club. Een week na deze wedstrijd liet Luciano Spalletti weten te vertrekken als trainer van AS Roma.

### Wisselende resultaten
Op 13 juni 2017 maakte de club bekend dat Eusebio Di Francesco de taken van Spalletti over zou nemen. Di Francesco wist in de jaren voor zijn aanstelling van Sassuolo een moeilijk te bespelen Serie A-ploeg te maken. Bij Roma kende hij echter wisselende successen. Claudio Ranieri werd op 8 maart 2019 aangesteld als interim-trainer, nadat de resultaten onder Di Francesco tegenvielen.
In de zomer van 2019 werd Paulo Fonseca, hoofdtrainer van Shakhtar Donetsk, aangesteld als de nieuwe trainer van AS Roma. Een jaar later, op 6 augustus 2020, wisselde de club van eigenaar toen Dan Friedkin 83% van de aandelen in handen kreeg. Onder leiding van Fonseca kende het elftal wisselende resultaten. Het contract van de Portugees werd niet verlengd. Wel reikte het elftal nog tot de halve finale van de Europa League waarin het werd uitgeschakeld door Manchester United, het eindigde in 5-8 over twee wedstrijden. Zijn landgenoot José Mourinho werd aangesteld als zijn opvolger en tekende een driejarig contract per medio 2021. In het eerste seizoen onder Mourinho eindigde Roma op de vijfde plaats in de competitie en wist het de eerste UEFA Europa Conference League te winnen door Feyenoord in de finale met 1-0 te verslaan. Het daaropvolgende seizoen wist Roma de finale van de UEFA Europa League te bereiken, nadat het onder andere Feyenoord en Bayer 04 Leverkusen uitschakelde.

## Erelijst
| Internationaal         |    |                                                      |
| UEFA Conference League | 1x | 2022                                                 |
| Jaarbeursstedenbeker   | 1x | 1961                                                 |
| Anglo-Italian Cup      | 1x | 1972                                                 |
| Nationaal              |    |                                                      |
| Serie A                | 3x | 1942, 1983, 2001                                     |
| Coppa Italia           | 9x | 1964, 1969, 1980, 1981, 1984, 1986, 1991, 2007, 2008 |
| Supercoppa Italiana    | 2x | 2001, 2007                                           |
| Serie B                | 1x | 1952                                                 |

## Clubcultuur

### Stamboom AS Roma

Schematisch overzicht van fusies van voetbalclubs die in AS Roma zijn opgegaan

|              |              |              |              |                     |                     |                     |                     |                        |                        |                        |                        |                        |                        | AS Roma 1927   |                |                |                |                |                |                |                |  |  |                         |                         |                         |                         |                         |                         |                  |                  |                    |                    |                    |                    |                    |                    |                      |                      |                      |                      |                      |                      |  |  |  |  |  |  |  |  |  |  |  |  |  |  |  |  |  |  |  |  |  |  |  |  |  |  |
|              |              |              |              |                     |                     |                     |                     |                        |                        |                        |                        |                        |                        |                |                |                |                |                |                |                |                |  |  |                         |                         |                         |                         |                         |                         |                  |                  |                    |                    |                    |                    |                    |                    |                      |                      |                      |                      |                      |                      |  |  |  |  |  |  |  |  |  |  |  |  |  |  |  |  |  |  |  |  |  |  |  |  |  |  |
|              |              |              |              |                     |                     |                     |                     |                        |                        |                        |                        |                        |                        |                |                |                |                |                |                |                |                |  |  |                         |                         |                         |                         |                         |                         |                  |                  |                    |                    |                    |                    |                    |                    |                      |                      |                      |                      |                      |                      |  |  |  |  |  |  |  |  |  |  |  |  |  |  |  |  |  |  |  |  |  |  |  |  |  |  |
|              |              |              |              | US Alba Audace 1926 | US Alba Audace 1926 | US Alba Audace 1926 | US Alba Audace 1926 | US Alba Audace 1926    | US Alba Audace 1926    |                        |                        |                        |                        | Roman FC 1901  | Roman FC 1901  | Roman FC 1901  | Roman FC 1901  | Roman FC 1901  | Roman FC 1901  |                |                |  |  | Fortitudo Pro Roma 1926 | Fortitudo Pro Roma 1926 | Fortitudo Pro Roma 1926 | Fortitudo Pro Roma 1926 | Fortitudo Pro Roma 1926 | Fortitudo Pro Roma 1926 |                  |                  |                    |                    |                    |                    |                    |                    |                      |                      |                      |                      |                      |                      |  |  |  |  |  |  |  |  |  |  |  |  |  |  |  |  |  |  |  |  |  |  |  |  |  |  |
|              |              |              |              | US Alba Audace 1926 | US Alba Audace 1926 | US Alba Audace 1926 | US Alba Audace 1926 | US Alba Audace 1926    | US Alba Audace 1926    |                        |                        |                        |                        | Roman FC 1901  | Roman FC 1901  | Roman FC 1901  | Roman FC 1901  | Roman FC 1901  | Roman FC 1901  |                |                |  |  | Fortitudo Pro Roma 1926 | Fortitudo Pro Roma 1926 | Fortitudo Pro Roma 1926 | Fortitudo Pro Roma 1926 | Fortitudo Pro Roma 1926 | Fortitudo Pro Roma 1926 |                  |                  |                    |                    |                    |                    |                    |                    |                      |                      |                      |                      |                      |                      |  |  |  |  |  |  |  |  |  |  |  |  |  |  |  |  |  |  |  |  |  |  |  |  |  |  |
|              |              |              |              |                     |                     |                     |                     |                        |                        |                        |                        |                        |                        |                |                |                |                |                |                |                |                |  |  |                         |                         |                         |                         |                         |                         |                  |                  |                    |                    |                    |                    |                    |                    |                      |                      |                      |                      |                      |                      |  |  |  |  |  |  |  |  |  |  |  |  |  |  |  |  |  |  |  |  |  |  |  |  |  |  |
| SS Alba 1907 | SS Alba 1907 | SS Alba 1907 | SS Alba 1907 | SS Alba 1907        | SS Alba 1907        |                     |                     | FC Esperia-Audace 1912 | FC Esperia-Audace 1912 | FC Esperia-Audace 1912 | FC Esperia-Audace 1912 | FC Esperia-Audace 1912 | FC Esperia-Audace 1912 |                |                | FC Aiglon 1905 | FC Aiglon 1905 | FC Aiglon 1905 | FC Aiglon 1905 | FC Aiglon 1905 | FC Aiglon 1905 |  |  | SGS Fortitudo 1908      | SGS Fortitudo 1908      | SGS Fortitudo 1908      | SGS Fortitudo 1908      | SGS Fortitudo 1908      | SGS Fortitudo 1908      |                  |                  | US Pro Patria 1924 | US Pro Patria 1924 | US Pro Patria 1924 | US Pro Patria 1924 | US Pro Patria 1924 | US Pro Patria 1924 |                      |                      |                      |                      |                      |                      |  |  |  |  |  |  |  |  |  |  |  |  |  |  |  |  |  |  |  |  |  |  |  |  |  |  |
| SS Alba 1907 | SS Alba 1907 | SS Alba 1907 | SS Alba 1907 | SS Alba 1907        | SS Alba 1907        |                     |                     | FC Esperia-Audace 1912 | FC Esperia-Audace 1912 | FC Esperia-Audace 1912 | FC Esperia-Audace 1912 | FC Esperia-Audace 1912 | FC Esperia-Audace 1912 |                |                | FC Aiglon 1905 | FC Aiglon 1905 | FC Aiglon 1905 | FC Aiglon 1905 | FC Aiglon 1905 | FC Aiglon 1905 |  |  | SGS Fortitudo 1908      | SGS Fortitudo 1908      | SGS Fortitudo 1908      | SGS Fortitudo 1908      | SGS Fortitudo 1908      | SGS Fortitudo 1908      |                  |                  | US Pro Patria 1924 | US Pro Patria 1924 | US Pro Patria 1924 | US Pro Patria 1924 | US Pro Patria 1924 | US Pro Patria 1924 |                      |                      |                      |                      |                      |                      |  |  |  |  |  |  |  |  |  |  |  |  |  |  |  |  |  |  |  |  |  |  |  |  |  |  |
|              |              |              |              |                     |                     |                     |                     |                        |                        |                        |                        |                        |                        |                |                |                |                |                |                |                |                |  |  |                         |                         |                         |                         |                         |                         |                  |                  |                    |                    |                    |                    |                    |                    |                      |                      |                      |                      |                      |                      |  |  |  |  |  |  |  |  |  |  |  |  |  |  |  |  |  |  |  |  |  |  |  |  |  |  |
|              |              |              |              | FC Esperia 1911     | FC Esperia 1911     | FC Esperia 1911     | FC Esperia 1911     | FC Esperia 1911        | FC Esperia 1911        |                        |                        | Audace CS 1901         | Audace CS 1901         | Audace CS 1901 | Audace CS 1901 | Audace CS 1901 | Audace CS 1901 |                |                |                |                |  |  |                         |                         |                         |                         | SS Pro Roma 1911        | SS Pro Roma 1911        | SS Pro Roma 1911 | SS Pro Roma 1911 | SS Pro Roma 1911   | SS Pro Roma 1911   |                    |                    |                    |                    | US Romana 1916       | US Romana 1916       | US Romana 1916       | US Romana 1916       | US Romana 1916       | US Romana 1916       |  |  |  |  |  |  |  |  |  |  |  |  |  |  |  |  |  |  |  |  |  |  |  |  |  |  |
|              |              |              |              | FC Esperia 1911     | FC Esperia 1911     | FC Esperia 1911     | FC Esperia 1911     | FC Esperia 1911        | FC Esperia 1911        |                        |                        | Audace CS 1901         | Audace CS 1901         | Audace CS 1901 | Audace CS 1901 | Audace CS 1901 | Audace CS 1901 |                |                |                |                |  |  |                         |                         |                         |                         | SS Pro Roma 1911        | SS Pro Roma 1911        | SS Pro Roma 1911 | SS Pro Roma 1911 | SS Pro Roma 1911   | SS Pro Roma 1911   |                    |                    |                    |                    | US Romana 1916       | US Romana 1916       | US Romana 1916       | US Romana 1916       | US Romana 1916       | US Romana 1916       |  |  |  |  |  |  |  |  |  |  |  |  |  |  |  |  |  |  |  |  |  |  |  |  |  |  |
|              |              |              |              |                     |                     |                     |                     |                        |                        |                        |                        |                        |                        |                |                |                |                |                |                |                |                |  |  |                         |                         |                         |                         | CS Ardor 1908           | CS Ardor 1908           | CS Ardor 1908    | CS Ardor 1908    | CS Ardor 1908      | CS Ardor 1908      |                    |                    |                    |                    | Ginnastica Roma 1899 | Ginnastica Roma 1899 | Ginnastica Roma 1899 | Ginnastica Roma 1899 | Ginnastica Roma 1899 | Ginnastica Roma 1899 |  |  |  |  |  |  |  |  |  |  |  |  |  |  |  |  |  |  |  |  |  |  |  |  |  |  |

### Tenue

#### Sponsoren
| Periode   | Kledingsponsor | Shirtsponsor   |
| --------- | -------------- | -------------- |
| 1970-1971 | Lacoste        | —              |
| 1972-1976 | —              | —              |
| 1977-1979 | Adidas         | —              |
| 1979-1980 | Pouchain       | —              |
| 1980-81   | Playground     | —              |
| 1981-1982 | Playground     | Barilla        |
| 1982-1983 | Patrick        | Barilla        |
| 1983-1986 | Kappa          | Barilla        |
| 1986-1991 | NR             | Barilla        |
| 1991-1994 | Adidas         | Barilla        |
| 1994-1995 | ASICS          | Nuova Tirrena  |
| 1995-1997 | ASICS          | INA Assitalia  |
| 1997-2000 | Diadora        | INA Assitalia  |
| 2000-2002 | Kappa          | INA Assitalia  |
| 2002-2003 | Kappa          | Mazda          |
| 2003-2005 | Diadora        | Mazda          |
| 2005-2006 | Diadora        | Banca Italease |
| 2006-2007 | Diadora        | —              |
| 2007-2013 | Kappa          | WIND           |
| 2013-2014 | —              | Roma Cares     |
| 2014-2018 | Nike           | —              |
| 2018-2021 | Nike           | Qatar Airways  |
| 2021-2023 | New Balance    | DigitalBits    |
| 2023-     | Adidas         | Riyadh Season  |

### Supporters
AS Roma is de club van het volk en wordt voornamelijk gevolgd door Romeinen uit het zuiden en oosten van de stad, in tegenstelling tot aartsrivaal en stadsgenoot Lazio dat meer aanhangers telt in de noordelijke wijken en in de provincie Lazio. De aanhang van Roma komt van oudsher uit arbeiderswijken, terwijl de rijkere aanhang van Lazio uit beter ontwikkelde wijken afkomstig is. Gedurende de laatste decennia zijn de meeste groepen ultras van de club ook uiterst rechts geworden. De groeperingen ultras van Roma bevinden zich altijd op de Curva Sud.
De clubkleuren van Roma zijn bordeaux-oranje, maar ze worden simpelweg de giallorossi (rood-gelen) genoemd. Het is in beide gevallen een vereenvoudiging van de echte kleuren van de stad, die zijn namelijk paarsrood-goud. Daarnaast is ook een van de symbolen van de stad – wolvin met Romulus en Remus – terug te vinden in het logo. De wolvin met de tweelingen onderaan staat symbool voor Rome als stad, terwijl de adelaar – gebruikt door Lazio – het Romeinse Rijk symboliseert. Geen van de symbolen is gebruikt in het wapen van de stad, dit is enkel een paarsrood schild met de gouden letters S.P.Q.R. erop.

### Rivaliteit
Er bestaat een enorme rivaliteit tussen AS Roma en Lazio. De derby's zijn elk jaar de belangrijkste wedstrijden van het seizoen voor de aanhang van beide clubs, mede doordat de Romeinse clubs zelden hebben deelgenomen aan de titelstrijd.

## Stadion
AS Roma speelt sinds 1953 in het Stadio Olimpico. Dit wordt gedeeld met aartsrivaal Lazio. De harde kern van de supporters zit op de tribune achter het zuidelijke doel, de Curva Sud.

## Eerste elftal

### Selectie
| Nr.           | Naam                | Sinds      | Contract   | Vorige club              |
| Doelmannen    | Doelmannen          | Doelmannen | Doelmannen | Doelmannen               |
| ------------- | ------------------- | ---------- | ---------- | ------------------------ |
| 89            | Renato Marin        | 2024       | 2025       |                          |
| 95            | Pierluigi Gollini   | 2025       | 2027       | Atalanta Bergamo         |
| 99            | Mile Svilar         | 2022       | 2027       | Benfica                  |
| Verdedigers   |                     |            |            |                          |
| 2             | Devyne Rensch       | 2025       | 2029       | Ajax                     |
| 3             | Angeliño            | 2024       | 2028       | RB Leipzig               |
| 5             | Evan N'Dicka        | 2023       | 2028       | Eintracht Frankfurt      |
| 12            | Saud Abdulhamid     | 2024       | 2028       | Al-Hilal                 |
| 15            | Mats Hummels        | 2024       | 2025       | Borussia Dortmund        |
| 19            | Zeki Çelik          | 2022       | 2026       | Lille OSC                |
| 23            | Gianluca Mancini    | 2020       | 2027       | Atalanta Bergamo         |
| 25            | Victor Nelsson      | 2025       | 2025       | Galatasaray              |
| 34            | Anass Salah-Eddine  | 2025       | 2028       | FC Twente                |
| 66            | Buba Sangaré        | 2024       | 2027       | Levante                  |
| Middenvelders |                     |            |            |                          |
| 4             | Bryan Cristante     | 2019       | 2027       | Atalanta Bergamo         |
| 7             | Lorenzo Pellegrini  | 2017       | 2026       | Sassuolo                 |
| 16            | Leandro Paredes     | 2023       | 2026       | Paris Saint-Germain      |
| 17            | Manu Koné           | 2024       | 2029       | Borussia Mönchengladbach |
| 27            | Lucas Gourna-Douath | 2025       | 2025       | Red Bull Salzburg        |
| 35            | Tommaso Baldanzi    | 2024       | 2028       | Empoli                   |
| 61            | Niccolò Pisilli     | 2024       | 2026       |                          |
| Aanvallers    |                     |            |            |                          |
| 11            | Artem Dovbyk        | 2024       | 2029       | Girona                   |
| 14            | Eldor Shomurodov    | 2021       | 2026       | Genoa                    |
| 18            | Matías Soulé        | 2024       | 2029       | Juventus                 |
| 21            | Paulo Dybala        | 2022       | 2026       | Juventus                 |
| 56            | Alexis Saelemaekers | 2024       | 2025       | AC Milan                 |
| 92            | Stephan El Shaarawy | 2021       | 2025       | Shanghai Shenhua         |

Laatste update: 6 mei 2025

### Staf
| Functie            | Naam                 | Sinds | Contract | Vorige club |
| ------------------ | -------------------- | ----- | -------- | ----------- |
| Hoofdtrainer       | Gian Piero Gasperini | 2025  | 2028     | Atalanta    |
| Assistent-trainers | n.n.b.               | 2025  |          |             |
| Assistent-trainers | n.n.b.               | 2025  |          |             |
| Keeperstrainer     | n.n.b.               | 2025  |          |             |

Laatste update: 3 juni 2025

## Overzichtslijsten

### Eindklasseringen sinds 1946
- 1946 6e
Serie A
- 1947 15e
Serie A
- 1948 17e
Serie A
- 1949 14e
Serie A
- 1950 17e
Serie A
- 1951 19e
Serie A
- 1952 1e
Serie B
- 1953 6e
Serie A
- 1954 6e
Serie A
- 1955 3e
Serie A
- 1956 6e
Serie A
- 1957 14e
Serie A
- 1958 5e
Serie A
- 1959 6e
Serie A
- 1960 9e
Serie A
- 1961 5e
Serie A
- 1962 5e
Serie A
- 1963 5e
Serie A
- 1964 12e
Serie A
- 1965 9e
Serie A
- 1966 8e
Serie A
- 1967 10e
Serie A
- 1968 10e
Serie A
- 1969 8e
Serie A
- 1970 10e
Serie A
- 1971 6e
Serie A
- 1972 7e
Serie A
- 1973 11e
Serie A
- 1974 8e
Serie A
- 1975 3e
Serie A
- 1976 10e
Serie A
- 1977 7e
Serie A
- 1978 8e
Serie A
- 1979 10e
Serie A
- 1980 7e
Serie A
- 1981 2e
Serie A
- 1982 3e
Serie A
- 1983 1e
Serie A
- 1984 2e
Serie A
- 1985 7e
Serie A
- 1986 2e
Serie A
- 1987 7e
Serie A
- 1988 3e
Serie A
- 1989 8e
Serie A
- 1990 6e
Serie A
- 1991 9e
Serie A
- 1992 5e
Serie A
- 1993 10e
Serie A
- 1994 7e
Serie A
- 1995 5e
Serie A
- 1996 5e
Serie A
- 1997 12e
Serie A
- 1998 4e
Serie A
- 1999 5e
Serie A
- 2000 6e
Serie A
- 2001 1e
Serie A
- 2002 2e
Serie A
- 2003 8e
Serie A
- 2004 2e
Serie A
- 2005 8e
Serie A
- 2006 2e
Serie A
- 2007 2e
Serie A
- 2008 2e
Serie A
- 2009 6e
Serie A
- 2010 2e
Serie A
- 2011 6e
Serie A
- 2012 7e
Serie A
- 2013 6e
Serie A
- 2014 2e
Serie A
- 2015 2e
Serie A
- 2016 3e
Serie A
- 2017 2e
Serie A
- 2018 3e
Serie A
- 2019 6e
Serie A
- 2020 5e
Serie A
- 2021 7e
Serie A
- 2022 6e
Serie A
- 2023 6e
Serie A
- 2024 6e
Serie A
- 2025 5e
Serie A

- Serie A
- Serie B

### Roma in Europa
Roma speelt sinds 1931 in diverse Europese competities. Hieronder staan de competities en in welke seizoenen de club deelnam. De edities die AS Roma heeft gewonnen zijn dik gedrukt:
- Champions League (12x)

2001/02, 2002/03, 2004/05, 2006/07, 2007/08, 2008/09, 2010/11, 2014/15, 2015/16, 2016/17, 2017/18, 2018/19
- Europacup I (1x)

1983/84
- Europa League (10x)

2009/10, 2011/12, 2014/15, 2016/17, 2019/20, 2020/21, 2022/23, 2023/24, 2024/25, 2025/26
- Conference League (1x)

2021/22
- Europacup II (6x)

1969/70, 1980/81, 1981/82, 1984/85, 1986/87, 1991/92
- UEFA Cup (12x)

1975/76, 1982/83, 1988/89, 1990/91, 1992/93, 1995/96, 1996/97, 1998/99, 1999/00, 2000/01, 2003/04, 2005/06
- Jaarbeursstedenbeker (7x)

1958/60, 1960/61, 1961/62, 1962/63, 1963/64, 1964/65, 1965/66
- Mitropacup (6x)

1931, 1935, 1936, 1955, 1960, 1968
Bijzonderheden Europese competities:
| Bijzonderheid                 | Datum      | Tegenstander         | Uitslag | Plaats     | Naam            | Aantal |
| ----------------------------- | ---------- | -------------------- | ------- | ---------- | --------------- | ------ |
| Hoogste overwinning           | 16-09-1999 | Vitória FC (Setúbal) | 7-0     | Rome       |                 |        |
| Hoogste overwinning           | 28-09-2000 | HIT Gorica           | 7-0     | Rome       |                 |        |
| Hoogste nederlaag             | 10-04-2007 | Manchester United FC | 1-7     | Manchester |                 |        |
| Hoogste nederlaag             | 21-10-2014 | FC Bayern München    | 1-7     | Rome       |                 |        |
| Speler met meeste wedstrijden | 16-03-2017 |                      |         |            | Francesco Totti | 103    |
| Speler met meeste doelpunten  | 25-11-2014 |                      |         |            | Francesco Totti | 38     |

UEFA Club Ranking: 9 (07-07-2025)

## Records & Statistieken
Top-5 meest gespeelde wedstrijden
| Nr. | Land     | Naam              | Positie      | Periode   | Aantal |
| --- | -------- | ----------------- | ------------ | --------- | ------ |
| 1.  | Italië   | Francesco Totti   | Aanvaller    | 1992-2017 | 785    |
| 2.  | Italië   | Daniele De Rossi  | Middenvelder | 2001-2019 | 616    |
| 3.  | Italië   | Giacomo Losi†     | Verdediger   | 1954-1969 | 455    |
| 4.  | Italië   | Sergio Santarini  | Verdediger   | 1968-1981 | 439    |
| 5.  | Italië   | Giuseppe Giannini | Middenvelder | 1981-1996 | 436    |
| 5.  | Brazilië | Aldair            | Verdediger   | 1990-2003 | 436    |

Top-5 Doelpuntenmakers
| Nr. | Land                  | Naam            | Periode               | Aantal |
| --- | --------------------- | --------------- | --------------------- | ------ |
| 1.  | Italië                | Francesco Totti | 1992-2017             | 307    |
| 2.  | Italië                | Roberto Pruzzo  | 1978-1988             | 138    |
| 3.  | Bosnië en Herzegovina | Edin Džeko      | 2015-2021             | 119    |
| 4.  | Italië                | Amedeo Amadei†  | 1936-1938 / 1939-1948 | 110    |
| 5.  | Italië                | Rodolfo Volk†   | 1928-1933             | 106    |

Geactualiseerd: 19-08-2025

## Bekende (oud-)Romeinen

### Voorzitters
- 1927 - Italo Foschi
- 1928 - Renato Sacerdoti
- 1934 - Vittorio Scialoja
- 1935 - Igino Bettini
- 1941 - Edgardo Bazzini
- 1943 - Pietro Baldassarre
- 1949 - Pier Carlo Restagno
- 1950 - Romolo Vaselli
- 1951 - Renato Sacerdoti
- 1958 - Anacleto Gianni
- 1962 - Francesco Marini-Dettina e Franco Evangelisti
- 1968 - Francesco Ranucci
- 1969 - Alvaro Marchini
- 1971 - Gaetano Anzalone
- 1979 - Dino Viola
- 1991 - Flora Viola
- 1991 - Giuseppe Ciarrapico
- 1993 - Ciro Di Martino
- 1993 - Franco Sensi
- 2009 - Rosella Sensi
- 2010 - Roberto Cappelli
- 2011 - Thomas DiBenedetto
- 2012 - James Pallotta
- 2020 - Dan Friedkin

### Spelers
- Tammy Abraham
- Carlo Ancelotti
- Alberto Aquilani
- Gabriel Batistuta
- Mehdi Benatia
- Cafú
- Antonio Cassano
- Daniele De Rossi
- Marco Delvecchio
- Luigi Di Biagio
- Paulo Dybala
- Edin Džeko
- Stephan El Shaarawy
- Urby Emanuelson
- Émerson
- Alessandro Florenzi
- Josep Guardiola
- Gabriel Heinze
- Rick Karsdorp
- Justin Kluivert
- Erik Lamela
- Marquinhos
- Nemanja Matić
- Siniša Mihajlović
- Henrikh Mkhitaryan
- Vincenzo Montella
- Radja Nainggolan
- Christian Panucci
- Javier Pastore
- Rui Patrício
- Lorenzo Pellegrini
- Simone Perrotta
- Miralem Pjanić
- Claudio Ranieri
- Mohamed Salah
- Leonardo Spinazzola
- Kevin Strootman
- Luca Toni
- Francesco Totti
- Thomas Vermaelen
- Georginio Wijnaldum
- Cristiano Zanetti
- Nicolò Zaniolo

### Trainers
- Fabio Capello
- Daniele De Rossi
- Eusebio Di Francesco
- Luis Enrique
- Paulo Fonseca
- Vincenzo Montella
- José Mourinho
- Cesare Prandelli
- Claudio Ranieri
- Luciano Spalletti

## AS Roma Femminile
AS Roma Femminile is het vrouwenteam van de club. Het speelt in de Serie A voor vrouwen en werd kampioen van het seizoen 2022-2023.